# روبرتو دانيال جاسباريني
روبرتو دانيال جاسباريني (بالإسبانية: Roberto Gasparini) هو لاعب كرة قدم ومدرب كرة قدم أرجنتيني في مركز الوسط، ولد في 5 يناير 1958 في قرطبة في الأرجنتين. لعب مع تاليريس كوردوبا وتيغريس أونال وروزاريو سنترال ونادي مونتيري ونادي نيكاكسا.